# Grã-Bretanha nos Jogos Olímpicos de Inverno de 1928
A Grã-Bretanha mandou 32 competidores que disputaram cinco modalidades nos Jogos Olímpicos de Inverno de 1928, em St. Moritz, na Suíça. A delegação conquistou 1 medalha no total, sendo uma de bronze.